# Mienai Story
«Mienai Story» es el tercer sencillo lanzado por la cantante japonesa Hayami Kishimoto en noviembre del año 2003.

## 3rd Ending de Tantei Gakuen Q
La canción Mienai Story fue utilizada como 3rd Ending del animanga Tantei Gakuen Q producido por TBS Networks y Studio Pierrot, estrenada durante el 2003. Para el ending no se utilizó la versión original de la canción sino que Mienai Story (Tv on Air Version).

## Canciones
1. «Mienai Story»
2. «I't so Easy...»
3. «Telepathy»
4. «Mienai Story» (TV On Air Version)
5. «Mienai Story» (Instrumental)